# Alexandra Kemmerer
Alexandra Kemmerer (* 1972 in Seligenstadt am Main) ist eine deutsche Rechtswissenschaftlerin, Rechtswissenschaftshistorikerin und Publizistin. Sie ist seit 2014 wissenschaftliche Referentin und Koordinatorin am Max-Planck-Institut für ausländisches öffentliches Recht und Völkerrecht in Heidelberg und leitet seit 2015 dessen Berliner Büro, ein Forum für intellektuelle Begegnungen, inspiriert von aktuellen rechtswissenschaftlichen Debatten. Ihre Forschungsinteressen konzentrieren sich unter anderem auf internationales und europäisches Recht sowie dessen Geschichte und Theorie.

## Leben
Alexandra Kemmerer studierte nach dem Abitur am Franziskanergymnasium Kreuzburg in Großkrotzenburg Rechtswissenschaften an der Universität Würzburg, am University College Galway (Irish Centre for Human Rights Studies / National University of Ireland) und an der Deutschen Universität für Verwaltungswissenschaften Speyer. Ihr erstes Staatsexamen legte sie 2000 in Würzburg ab, das Zweite Staatsexamen 2002 in München. Mit einer Arbeit zum Beitrag der Europäischen Kommission zur Errichtung des Internationalen Strafgerichtshofs erwarb sie 2004 an der Universität Würzburg den akademischen Grad eines LL.M. eur.
Sie war wissenschaftliche Mitarbeiterin an der Juristischen Fakultät der Universität Würzburg (Jean-Monnet-Lehrstuhl für Europarecht, Dieter H. Scheuing), Referendarin an der Vertretung der EU-Kommission bei den Vereinten Nationen und Leitende Wissenschaftliche Mitarbeiterin am Simon-Dubnow-Institut für Jüdische Geschichte und Kultur an der Universität Leipzig. Von 2005 bis 2006 war sie SIAS Fellow am Wissenschaftskolleg zu Berlin und an der Yale Law School. Als Gastwissenschaftlerin forschte sie am Department of Law des European University Institute und als Grotius Research Scholar an der University of Michigan Law School. Von 2010 bis 2014 prägte Kemmerer als Wissenschaftliche Koordinatorin das Projekt Recht im Kontext am Wissenschaftskolleg zu Berlin, das darauf abzielte, „die Rechtswissenschaft in dreierlei Hinsicht neu zu verorten: 1) dazu beizutragen, die Rechtswissenschaft stärker interdisziplinär und international auszurichten, 2) sich an den wissenschaftspolitischen Debatten über die juristische Ausbildung zu beteiligen und 3) auf exemplarische Art eine alternative Vision der juristischen Ausbildung und der Rechtswissenschaft zu institutionalisieren“. Das Projekt habe sich damit – so die international besetzte Evaluationskommission – nichts weniger vorgenommen, als einen Diskursraum zu schaffen, der es erlaubt, zu einem bereicherten Rechtsverständnis unter Juristinnen und Juristen und einem besseren Verständnis für das Recht unter Nichtjuristinnen und -juristen zu kommen. Recht im Kontext habe die „Debattenkultur in der Rechtswissenschaft entscheidend geprägt“ und werde deshalb „einen bleibenden Effekt auf wissenschaftspolitische Entscheidungen haben.“ Von 2011 bis 2014 war Kemmerer zugleich Ko-Direktorin des Forschungsprogramms Rechtskulturen am Wissenschaftskolleg zu Berlin und an der Humboldt-Universität zu Berlin, wo sie auch lehrte und gemeinsam mit Christoph Möllers und Maximilian Steinbeis das kollaborative Forschungsprojekt „Verfassungsblog: Perspektiven der Wissenschaftskommunikation in der Rechtswissenschaft“ leitete.
Als Autorin und Journalistin veröffentlichte Kemmerer mehr als 600 Essays, Artikel, Interviews, Rezensionen, Porträts und kürzere Schriften, vor allem im Feuilleton der Frankfurter Allgemeinen Zeitung, für das sie seit 2000 regelmäßig schreibt, sowie zum Beispiel in der Frankfurter Allgemeinen Sonntagszeitung, der Süddeutschen Zeitung, dem Merkur und den Zeitschriften Internationale Politik und Publik Forum. Ihre Rezensionen neuer Sachbücher sendete der Deutschlandfunk.
Kemmerer ist Mitglied im Beirat des German Law Journal (dessen Mitherausgeberin sie von 2004 bis 2014 war) und des Völkerrechtsblog. Seit 2020 ist sie Mitherausgeberin der Zeitschrift Recht und Zugang. Von 2012 bis 2022 gehörte sie der Redaktion der Zeitschrift für Ideengeschichte an, in der sie weiterhin publiziert.

## Schwerpunkte
Kemmerers Forschungsinteressen liegen im Völkerrecht, im Europäischen öffentlichen Recht, der Verfassungsgeschichte und -theorie, der Rechtsvergleichung, den Grundlagen und Kontexten des Rechts und der Medientheorie und kommunikativen Praxis des Rechts und der Rechtswissenschaft. Ihr besonderes Augenmerk gilt den Verflechtungen der Geschichte des Rechts der Europäischen Integration und des Völkerrechts und den Verbindungen zwischen Biographie, Dogmatik und Theorie.
Als Wissenschaftlerin, journalistische Beobachterin und institutionelle Akteurin beschäftigt sie sich mit Formaten und Strukturen der Rechtswissenschaft im Kontext der anderen Geistes- und Sozialwissenschaften und mit Perspektiven der Internationalisierung und reflexiven Disziplinarität der Rechtswissenschaft. Sie vertritt ein weites Konzept einer Wissenschaftskommunikation, „die alle Aspekte der Kommunikation wissenschaftlicher Arbeit und wissenschaftlicher Ergebnisse einschließt, sowohl innerhalb der Wissenschaft als auch bei der Kommunikation zwischen Wissenschaft und weiteren Öffentlichkeiten“. Wissenschaftsinstitutionen wie einzelnen Wissenschaftlerinnen und Wissenschaftlern soll es ermöglicht werden, sich als „Wissenschaft in Öffentlichkeit“ zu positionieren, in vielfältiger Weise mit anderen gesellschaftlichen Akteuren und Verantwortungsträgern interagieren und ein reflexives Verständnis ihrer Expertenrollen zu entwickeln. Von zentraler Bedeutung sind dabei digitale Kommunikationsformate wie der Verfassungsblog, an dessen institutioneller Entwicklung sie von 2010 bis 2014 beteiligt war.
Das von ihr 2010 bis 2014 in Zusammenarbeit mit Dieter Grimm und Christoph Möllers am Wissenschaftskolleg zu Berlin kuratierte „Berliner Seminar Recht im Kontext“ bezeichnete Matthias Klatt im Archiv des öffentlichen Rechts als „Mekka der deutschen Jurisprudenz“.
Gemeinsam mit Anne Peters, Tom Sparks und Guillaume Futhazar beriet Kemmerer 2019 die Drehbuchautoren des Films Ökozid, Andres Veiel und Jutta Doberstein.

## Schriften (Auswahl)

### Als Autorin
- The Turning Aside. On International Law and Its History. In: Russell A. Miller, Rebecca M. Bratspies (Hrsg.), Progress in International Law. Brill / Nijhoff, Leiden 2008, S. 69–93. doi:10.1163/ej.9789004165717.i-912.22
- Towards Perfection? History and Theory of International Law. Proceedings of the ASIL Annual Meeting, 102 (2008), Cambridge University Press, Cambridge, S. 448–450. doi:10.1017/S0272503700028184
- Der normative Knoten. Über Recht und Politik im Netz der Netzwerke. In: Sigrid Boysen et al. (Hrsg.), Netzwerke. Nomos, Baden-Baden 2009, ISBN 978-3-8329-2193-4.
- Legitimationssubjekte. In: Claudio Franzius, Franz C. Mayer, Jürgen Neyer (Hrsg.), Strukturfragen der Europäischen Union. (= Recht und Politik in der Europäischen Union. Band 1). Nomos, Baden-Baden 2010, S. 204–217. doi:10.5771/9783845228792
- Dignified Disciplinarity: Towards a Transdiciplinary Understanding of Human Dignity. In: Christopher McCrudden (Hrsg.), Understanding Human Dignity. (= Proceedings of the British Academy. Band 192). Oxford University Press, Oxford 2013, ISBN 978-0-19-726582-6, S. 649–658.
- Akten. In: Marcel Lepper, Ulrich Raulff (Hrsg.), Handbuch Archiv. Geschichte, Aufgaben, Perspektiven. J.B. Metzler, Stuttgart 2016, S. 131–142. doi:10.1007/978-3-476-05388-6_15
- Sources in the Meta-Theory of International Law: Hermeneutical Conversations. In: Samantha Besson, Jean d’Aspremont (Hrsg.), The Oxford Handbook on the Sources of International Law. Oxford University Press, Oxford 2017, ISBN 978-0-19-874536-5, S. 469–490.
- Unselds Öffentliches Recht. Wie das «Kursbuch für Juristen» scheiterte. In: Peter Burschel, Hole Rößler (Hrsg.), Schiffbruch. (= Zeitschrift für Ideengeschichte. Heft XIV/3). C. H. Beck, München 2020, ISBN 978-3-406-74863-9, S. 91–102.
- Praktiker des Wortes. Fritz Bauer und die Kritische Justiz. In: Katharina Rauschenberger, Sybille Steinbacher (Hrsg.), Fritz Bauer und »Achtundsechzig«. Positionen zu den Umbrüchen in Justiz, Politik und Gesellschaft. Wallstein, Göttingen 2020, S. 121–142. doi:10.5771/9783835345744
- Der Katholische Helmut Ridder. Ausgangspunkte einer Spurensuche. In: Isabel Feichtner, Tim Wihl (Hrsg.), Gesamtverfassung. Das Verfassungsdenken Helmut Ridders. (= Staatsverständnisse. Bd. 160). Nomos, Baden-Baden 2022, ISBN 978-3-8487-7024-3, S. 37–64.
- Die verspätete Rezeption. (Post)Koloniale Rechtswissenschaft zwischen Amnesie und Urteilskraft. In: Philipp Dann, Isabel Feichtner, Jochen von Bernstorff (Hrsg.), (Post)Koloniale Rechtswissenschaft. Geschichte und Gegenwart des Kolonialismus in der deutschen Rechtswissenschaft. Mohr Siebeck, Tübingen 2022, ISBN 978-3-16-161841-3, S. 619–646.
- Exile and Access. Lilly Melchior Roberts and the Infrastructures of International Law. In: Immi Tallgren (Hrsg.), Portraits of Women in International Law. New Names and Forgotten Faces? Oxford University Press, Oxford 2023, ISBN 978-0-19-886845-3.

### Als Herausgeberin
- mit Morag Goodwin: From Apology to Utopia: A Symposium (GLJ Special Issue Marking the Re-Publication of Martti Koskenniemi's From Apology to Utopia). German Law Journal, 7 (2006), 977-1108
- Kelsen, Schmitt, Arendt, and the Possibilities of Constitutionalization in (International) Law. Leiden Journal of International Law 23 (2010), 717-779.
- mit Dieter Grimm, Christoph Möllers: Gerüchte vom Recht. Vorträge und Diskussionen aus dem Berliner Seminar Recht im Kontext. (= Recht im Kontext. Band 1). Nomos, Baden-Baden 2015, ISBN 978-3-8487-1181-9.
- mit Dieter Grimm, Christoph Möllers: Rechtswege. Kontextsensible Rechtsforschung vor der transnationalen Herausforderung. (= Recht im Kontext. Band 2). Nomos, Baden-Baden 2015, ISBN 978-3-8487-1182-6.
- mit Dieter Grimm, Christoph Möllers: Human Dignity in Context. Explorations of a Contested Concept. (= Recht im Kontext. Band 5). Nomos, Baden-Baden / Hart Publishing, Oxford 2018.
- mit Christoph Möllers, Maximilian Steinbeis, Gerhard Wagner: Choice Architecture in Democracies. Exploring the Legitimacy of Nudging. (= Recht im Kontext. Band 6). Nomos, Baden-Baden / Hart Publishing, Oxford 2016.
- mit Martin Mulsow: Lange Leitung. (= Zeitschrift für Ideengeschichte. Heft IX/1). C. H. Beck, München 2015, ISBN 978-3-406-67381-8.
- mit Petra Gehring, Jan Bürger: Intelligence Import/Export. (= Zeitschrift für Ideengeschichte. XI/4). C. H. Beck, München 2017, ISBN 978-3-406-70604-2.
- mit Barbara Stollberg-Rilinger: Die Sitzung. (= Zeitschrift für Ideengeschichte. XVI/3). C. H. Beck, München 2022, ISBN 978-3-406-78433-0.